# Acratosaura spinosa
O Acratosaura spinosa é uma espécie de lagarto descoberta por biólogos da USP no município brasileiro de Mucugê, no estado da Bahia, mais precisamente na Chapada Diamantina. Tais répteis medem cerca de 12 cm.